# アス・ポンテス・デ・ガルシーア・ロドリゲス
アス・ポンテス・デ・ガルシーア・ロドリゲス（As Pontes de García Rodríguez）は、スペイン・ガリシア州ア・コルーニャ県のムニシピオ（基礎自治体）コマルカ・ド・エウメに属する。ガリシア統計局によると、2010年の人口は11,336人（2009年：11,431人、2006年：11,697人、2005年：11,771人、2004年：11,911人、2003年：12,108人）である。住民呼称はpontés/-esa。カスティーリャ語表記は、定冠詞のないPuentes de García Rodríguez（プエンテ・デ・ガルシーア・ロドリゲス）。
ガリシア語話者の自治体人口に占める割合は94.09％（2001年）。

## 地理
アス・ポンテス・デ・ガルシーア・ロドリゲスはア・コルーニャ県の北東部に位置し、コマルカ・ド・エウメに属する。北はアス・ソモーサス、マニョン、オルティゲイラと、東はムーラス（ルーゴ県）と、南はシェルマーデ（ルーゴ県）、モンフェーロと、西はア・カペーラ、サン・サドゥルニーニョの各自治体と隣接、自治体中心地区はアス・ポンテス・デ・ガルシーア・ロドリゲス教区のアス・ポンテス・デ・ガルシーア・ロドリゲス地区。
フェロル司法管轄区に属する。

### 人口
| アス・ポンテス・デ・ガルシーア・ロドリゲスの人口推移 1900－2010 |
|                                                                 |
| 出典:INE（スペイン国立統計局）1900年 - 1991年、1996年 -         |

## 経済
アス・ポンテス・デ・ガルシーア・ロドリゲスの主要な経済は工・鉱業であるが、また多くの住民が農業・畜産業に従事している。
この地で最も重要な産業は火力発電所と炭鉱である。エンデサの火力発電所はスペインで最大の規模を誇り、その煙突の高さは356mに達しており、スペインで最大であり、ギネスブックにも世界で最も巨大な煙突として取り上げられている。また、排出ガス排出量も全ヨーロッパで第9位である。発電能力は総出力1400MWで、現在出力800MWのガスタービン発電設備を建設中である。また、自治体内には多くの風力発電所もあり、この分野においてスペイン国内でもトップクラスにあり、エネルギー生産においても世界的規模にあるといえる。アス・ポンテス・デ・ガルシーア・ロドリゲスはエネルギー生産量においてスペイン最大の自治体となっている。

## 政治
自治体首長はガリシア社会党（PSdeG-PSOE）のバレンティン・ゴンサーレス・フォルモーソ（Valentín González Formoso）、自治体評議員はガリシア社会党：12、ガリシア民族主義ブロック（BNG）：4、ガリシア国民党（PPdeG）：1となっている（2011年5月22日自治体選挙結果、得票順）。  
| 2011年5月22日の自治体選挙 |        |        |          |
| 政党                      | 得票数 | 得票率 | 獲得議席 |
| PSdeG-PSOE                | 4,430  | 65.04% | 12       |
| BNG                       | 1,563  | 22.95% | 4        |
| PPdeG                     | 660    | 9.69%  | 1        |

## 教区
アス・ポンテス・デ・ガルシーア・ロドリゲスは13の教区に分けられている。太字は自治体中心地区のある教区。
- オ・アパラル（サンタ・マリーア）
- ベルムイ（サンティアーゴ）
- オ・デベーソ（サンタ・マリーア）
- エスピニャレード（サンタ・マリーア）
- ア・ファエイラ（サン・ペドロ）
- オ・フレイショ（サン・ショアン）
- ゴエンテ（サン・マルティーニョ）
- アス・ポンテス・デ・ガルシーア・ロドリゲス（サンタ・マリーア）
- リバデウメ（サンタ・マリーア）
- サン・ペドロ・デ・エウメ（サン・ペドロ）
- セオアーネ（サン・ショアン）
- ソメーデ（サン・マメーデ）
- ビラベージャ（サンタ・マリーア）